# USS Arkansas (CGN-41)
USS Arkansas (CGN-41) byl raketový křižník Námořnictva Spojených států amerických v letech 1980-1998. Byla to poslední jednotka třídy Virginia.

## Stavba
Křižník Arkansas byl postaven v americké loděnici Newport News Shipbuilding. Stavba začala roku 1977 a loď byla roku 1978 spuštěna na vodu. Dne 18. října 1980 byla Arkansas uvedena do služby.

## Výzbroj

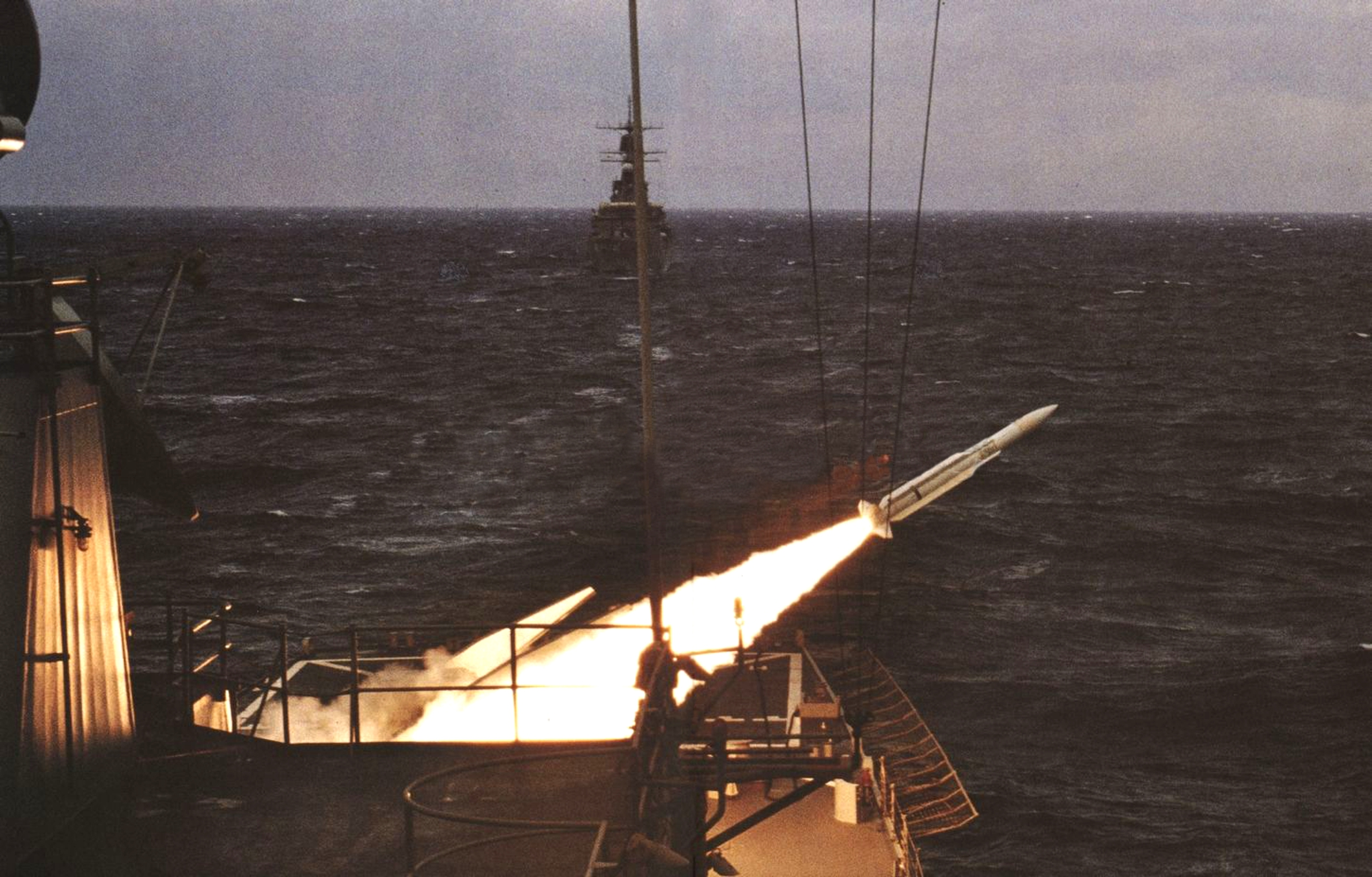
Řízená střela RIM-66 Standard odpálená z lodi USS Arkansas

Po vstupu do služby byla Arkansas vybavena dvěma 127mm kanóny Mk 45, dvěma dvojitými raketomety Mk 26 pro odpalování protiletadlových řízených střel RIM-66 Standard a protiponorkových raket RUR-5 ASROC a dvěma trojhlavňovými torpédomety pro protiponorková torpéda Mk 46. Po modernizaci výzbroje v roce 1985 byla Arkansas vyzbrojena dvěma 127mm kanóny Mk 45, dvěma raketomety Mk 26, dvěma čtyřhlavňovými raketomety Mk 141 pro protilodní střely RGM-84 Harpoon, dvěma čtyřhlavňovými raketomety Mk 143 pro střely s plochou dráhou letu BGM-109 Tomahawk, dvěma 20mm systémy blízké obrany Phalanx, čtyřmi 12,7mm kulomety a dvěma trojhlavňovými torpédomety.